# Bytomsko
Bytomsko – wieś w Polsce położona w województwie małopolskim, w powiecie bocheńskim, w gminie Żegocina.
W latach 1975–1998 miejscowość administracyjnie należała do województwa tarnowskiego.

## Części wsi
| SIMC    | Nazwa     | Rodzaj    |
| ------- | --------- | --------- |
| 0838460 | Berkówka  | część wsi |
| 0838476 | Dział     | część wsi |
| 0838482 | Nagórze   | część wsi |
| 0838499 | Podgórcze | część wsi |
| 0838507 | Sadek     | część wsi |
| 0838513 | Stawiska  | część wsi |
| 0838520 | Węgry     | część wsi |

## Położenie
Bytomsko położone jest w obniżeniu terenu pomiędzy górami Łopusze Zachodnie (661 m) i Łopusze Wschodnie (611 m) należącymi do Beskidu Wyspowego, a wzniesieniami Żarnówka (457 m) i południowy koniec grzbietu Paprotnej (441 m), należącymi do Pogórza Wiśnickiego. Przez wieś przebiega droga lokalna łącząca Rajbrot z Żegociną. Wieś położona jest na stosunkowo równym terenie, jedynie jej obszary leżące na północnych stokach Łopusza są strome i zalesione.
Wszystkie potoki płynące przez wieś zasilają Potok Sanecki (zlewnia Raby).

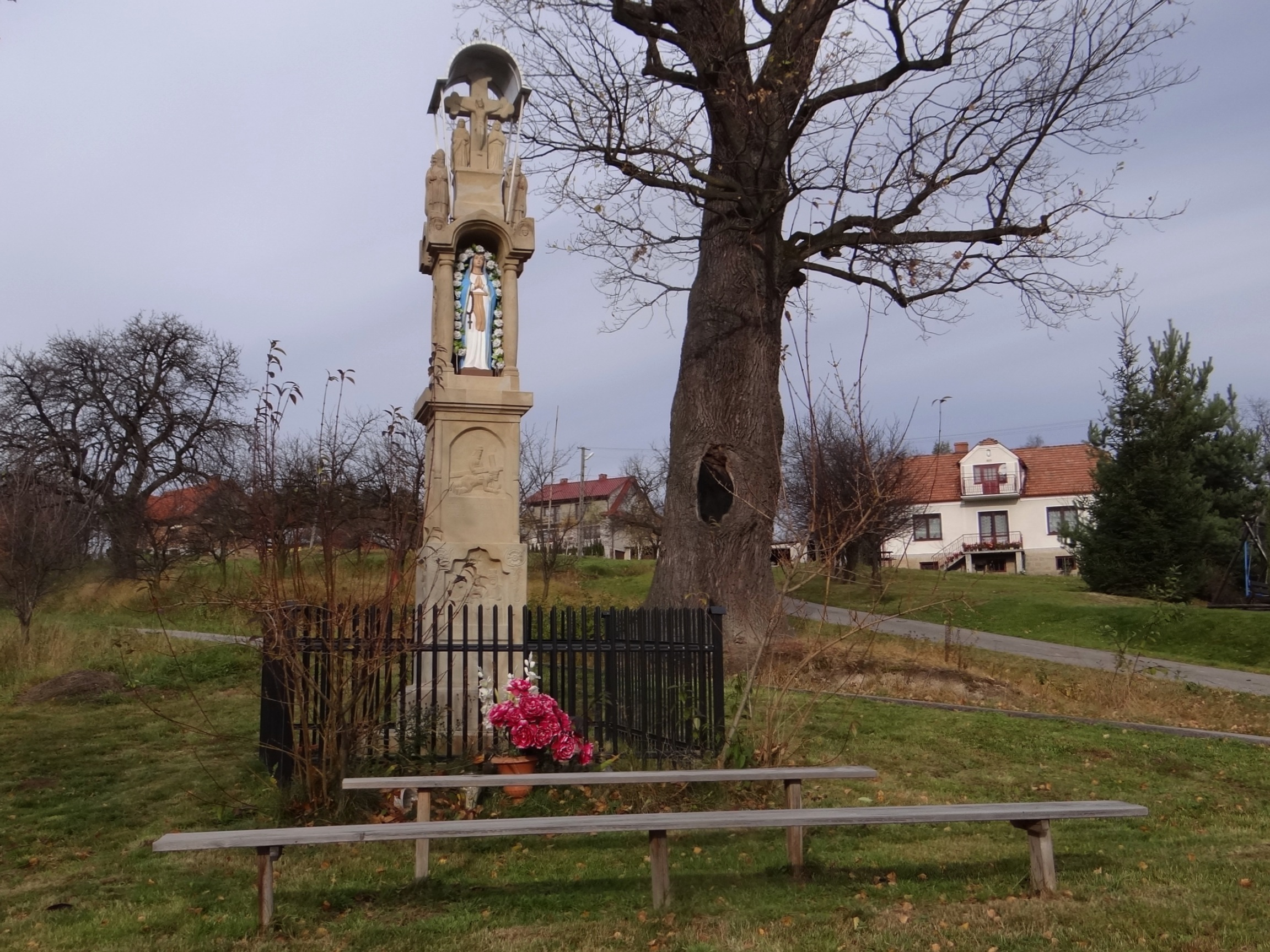
Figurka we wsi